# Presečno, Dobje
Presečno este o localitate din comuna Dobje, Slovenia, cu o populație de 86 de locuitori.